# Джевел МакГован
Джевел МакГован (30 березня 1921 — 1962) — американська ліндіхоперка і джазова танцюристка, акторка. Знялась у щонайменше 25 кінострічках та багато виступала як на сцені, так і на телебаченні. Танцюристи Лос-Анджелесу називали Джевел МакГован «найкращою свінговою танцюристкою усіх часів».

## Біографія
Народилась та виросла у Каліфорнії. Завдяки природній грації та зовнішнім даним стала популярною свінговою танцюристкою у 1940-ві та 1950-ті. Активно танцювала в танцювальних залах Каліфорнії, таких як «Rag Doll Club», «Golden West Club», «The Prelude», «The Tail Spin», брала участь у численних змаганнях, виступала на сценах театрів та клубів.
Кінокар'єру почала зі стрічки Let's Make Music компанії RKO pictures, що знімалась у 1939 та вийшла у 1940. У 1942 МакГован з'явилась у короткому музичному кліпі The Chool Song. Вона з партнером у титрах були названі «Коллінс та Коллетт»; музика до кліпу була записана Спайк Джонсом. Брала участь як танцюристка у щонайменше 25 кінострічках.
МакГован відома серед танцювальних шанувальників у парі з Діном Коллінсом. На додаток до їх соціальних танців, вони з'явилися разом у багатьох фільмах тієї епохи. Вони виступали разом протягом 11 років, і їх часто називають Фредом і Джинджер лінді-хопу. Стиль пари у голлівудських стрічках став головним джерелом інформації так званого «Голлівуд стайлу» у 1990-ті.
Джевел МакГован виділялась власним неповторним стилем. Її манера виконувати характерний для лінді-хопу рух «свівели» залишається неперевершеною донині. Стиль МакГован був настільки бездоганним, що багато сучасних танцюристок навіть інших видів танців свідомо чи несвідомо наслідують манері МакГован.
Джевел МакГован померла у 1962 году від раку.

## Фільмографія
- Let's Make Music (1940), з Діном Коллінсом
- Pot o' Gold (1941)
- Рядові (1941), з Діном Коллінсом
- The Get-Away (1941)
- Dance Hall (1941), з Діном Коллінсом
- Jazzy Joe (1941), з Діном Коллінсом
- Chool Song — музичний кліп (1942), з Діном Коллінсом
- Glen Gray Casa Loma Vitaphone Short — музичний кліп (1942), з Діном Коллінсом
- Here We Go Again (1942)
- Hi Neighbor (1942)
- The Powers Girl (1942), з Діном Коллінсом
- Ride 'Em Cowboy (1942), з Діном Коллінсом
- Rings On Her Fingers (1942), з Діном Коллінсом
- Springtime in the Rockies (1942), з Діном Коллінсом
- Always a Bridesmaid (1943), з Діном Коллінсом
- Jive Junction (1943)
- Kid Dynamite (1943), з Діном Коллінсом
- Young Ideas (1943)
- Ghost Catchers (1944)
- Let's Go Steady (1945)
- Sensations of 1945 (1945)
- Ten Cents a Dance (1945)
- Junior Prom (1945), з Діном Коллінсом
- Talk About A Lady (1946)
- Living It Up (1954), з Діном Коллінсом

Також Джевел МакГован танцює сольно у короткометражці «Hilo Hattie», виконуючи гавайський танець Гула у спідниці з трави.

## Телебачення
- Playmates (мюзикл) (1941), з Діном Коллінсом
- In the Kingdom of Swing (1993), з Діном Коллінсом, під музику Бенні Гудмена